# ブラッドドランク
『ブラッドドランク』（Blooddrunk）は、フィンランドのメロディックデスメタル・バンド、チルドレン・オブ・ボドムが2008年に発表した6作目のスタジオ・アルバム。

## 背景
アルバム全体のプロデュースはミッコ・カルミラによるが、ボーカルの録音にはピーター・テクレンが関与し、キーボードの録音はヤンネ・ウィルマン自身によって行われた。
日本盤CDには、スタン・ジョーンズのカヴァー「ゴーストライダーズ・イン・ザ・スカイ」とケニー・ロジャースのカヴァー「ジャスト・ドロップド・イン（トゥ・シー・ホワット・コンディション・マイ・コンディション・ワズ・イン）」がボーナス・トラックとして収録された。また、本作のためのレコーディング・セッションではスイサイダル・テンデンシーズのカヴァー「ウォー・インサイド・マイ・ヘッド」とクリーデンス・クリアウォーター・リバイバルのカヴァー「ルッキン・アウト・マイ・バック・ドア」も録音され、後者は本作からの第1弾シングル「ブラッドドランク」のカップリング曲として発表された。
本作リリース後の2008年4月12日から5月22日、バンドはメガデス、イン・フレイムス、ジョブ・フォー・ア・カウボーイ、ハイ・オン・ファイアと共にジャイガンツアーに参加し、北米を回った。

## 反響
チルドレン・オブ・ボドムは本作で大きな成功を収めた。母国フィンランドでは発売前の予約だけで1万5千枚を超え、同国のアルバム・チャートでは2週連続で1位を獲得し、20週連続でトップ40入りしている。ドイツのアルバム・チャートでは自身初のトップ10入りを果たした。アメリカでは発売から1週間で1万9千枚を売り上げ、総合アルバム・チャートのBillboard 200で22位に達して自身初の全米トップ50入りを果たし、『ビルボード』のインディペンデント・アルバム・チャートでは2位を記録。ノルウェーでは2008年第17週のアルバム・チャートで25位を記録し、自身初のトップ40入りを果たす。イギリスでは自身初の全英アルバムチャート入りを果たし、44位を記録した。
バンド自身もこの成功に驚き、「俺達は別に、チャートで上位に行くことが肝心だとは思っていないけど、何であれ本当に嬉しい。たとえ音楽がインターネットで簡単に違法入手できるようになっても、メタルな奴らはちゃんとレコードを買ってくれることを示していると思う」とコメントしている。

## 収録曲
特記なき楽曲はアレキシ・ライホ作。
1. ヘルバウンズ・オン・マイ・トレイル - Hellhounds on My Trail - 3:58
2. ブラッドドランク - Blooddrunk - 4:05
3. ロボドミー - Lobodomy - 4:24
  - 作詞：キンバリー・ゴス／作曲：アレキシ・ライホ
4. ワン・デイ・ユー・ウィル・クライ - One Day You Will Cry - 4:05
5. スマイル・プリティ・フォー・ザ・デヴィル - Smile Pretty for the Devil - 3:54
6. タイ・マイ・ロープ - Tie My Rope - 4:14
7. ダン・ウィズ・エヴリシング、ダイ・フォー・ナッシング - Done with Everything, Die for Nothing - 3:29
8. バンド・フロム・ヘヴン - Banned from Heaven - 5:05
9. ロードキル・モーニング - Roadkill Morning - 3:32

### 日本盤ボーナス・トラック
1. ゴーストライダーズ・イン・ザ・スカイ - Ghostriders in the Sky - 3:37
  - 作詞・作曲：スタン・ジョーンズ
2. ジャスト・ドロップド・イン（トゥ・シー・ホワット・コンディション・マイ・コンディション・ワズ・イン） - Just Dropped In (To See What Condition My Condition Was In) - 2:39
  - 作詞・作曲：ミッキー・ニューベリー

## 参加ミュージシャン
- アレキシ・ライホ - ボーカル、リードギター
- ローペ・ラトヴァラ - リズムギター
- ヤンネ・ウィルマン - キーボード
- ヘンカ・ブラックスミス - ベース
- ヤスカ・ラーチカイネン - ドラムス